# Rhyssemus xerxes
Rhyssemus xerxes är en skalbaggsart som beskrevs av Riccardo Pittino 1983. Rhyssemus xerxes ingår i släktet Rhyssemus och familjen Aphodiidae. Inga underarter finns listade i Catalogue of Life.